# Luis Hurtado de Mendoza y Pacheco
Luis Hurtado de Mendoza y Pacheco (¿Guadalajara?, 1489-Mondéjar, 19 de diciembre de 1566) fue un noble español, II marqués de Mondéjar y  III conde de Tendilla.

## Biografía

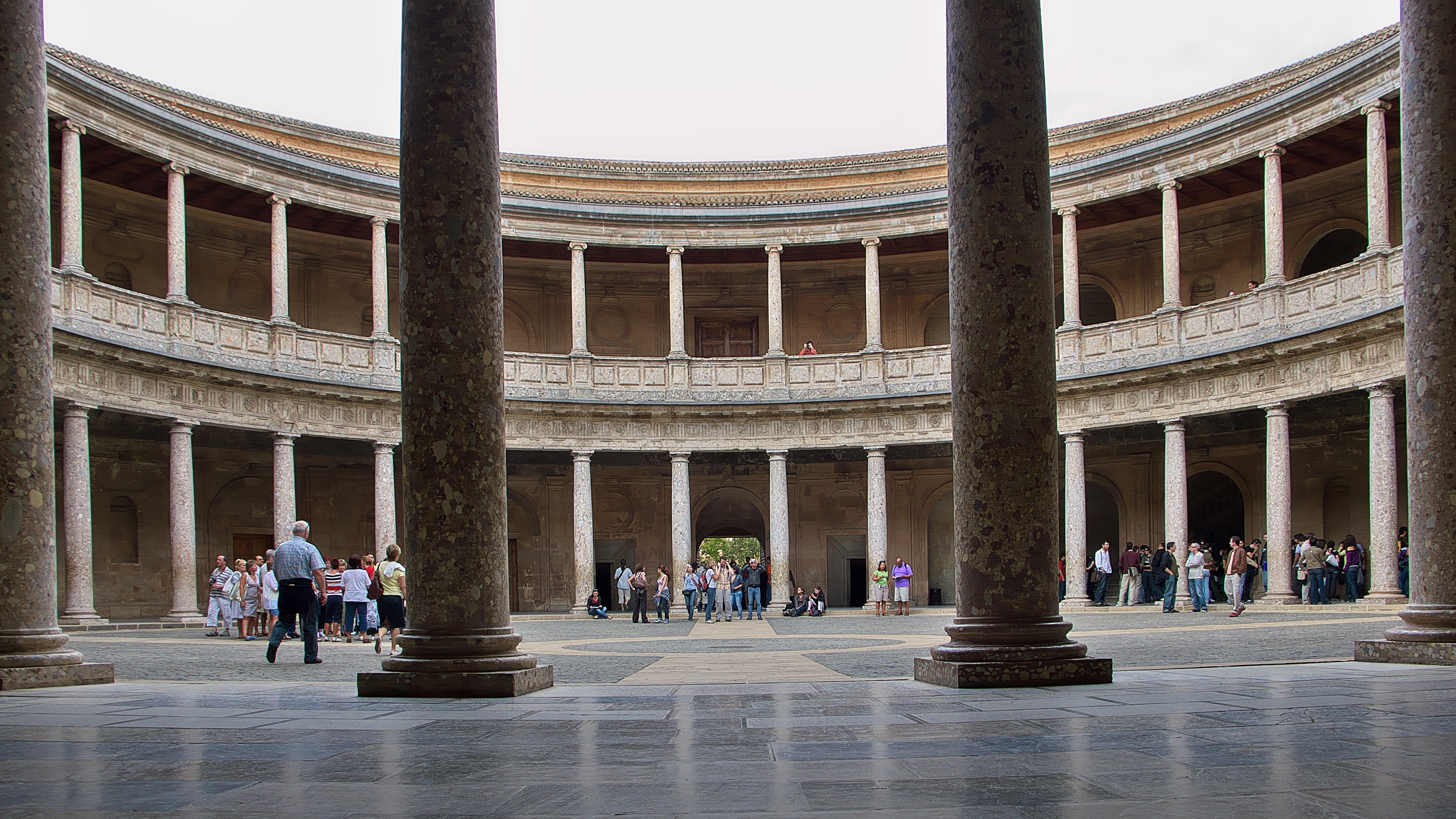
Luis Hurtado de Mendoza fue designado por Carlos I de España para proyectar su Palacio imperial en Granada.

Hurtado de Mendoza fue hijo del Gran Tendilla Íñigo López de Mendoza y Quiñones. Al igual que su padre ocupó los cargos de alcaide de La Alhambra y Capitán General de Granada. Fue el primer Mendoza en apoyar a Carlos I de España y V del Sacro Imperio Romano Germánico durante la guerra de las Comunidades de Castilla de 1520, pese a que su hermana María Pacheco y su cuñado, Juan de Padilla fueron los jefes comuneros.
Siempre leal al emperador, fue su amigo personal desde que Carlos y su esposa, Isabel de Portugal se alojaron en su viaje de bodas en La Alhambra en junio de 1526. Como alcaide de la Alhambra y como asesor y amigo del propio emperador, desempeñó un importante papel en la iniciativa para la construcción del palacio de Carlos V en el recinto de la Alhambra, cuyas obras se iniciaron en 1533, tras unos años de desacuerdos sobre la ubicación y el diseño del palacio.
Ocupó importantes cargos políticos, durante su vida y solicitó, inútilmente, el perdón para su hermana, María Pacheco, que murió exiliada en Portugal, aunque lo logró para los hijos de ésta. Entre 1546 y 1559 desempeñó la presidencia del Consejo de Indias, y entre 1561 y 1563 la del Consejo de Castilla.